# Табачная белокрылка
Табачная белокрылка, или хлопковая белокрылка (лат. Bemisia tabaci) (англ. Cotton whitefly) — вид мелких равнокрылых насекомых из семейства белокрылок (Aleyrodidae). Опасный карантинный объект, который из-за большой изменчивости и широкого распространения в мире был описан под десятками названий (англ. Sweetpotato whitefly, нем. Tabakmottenschildlaus, порт. mosca branca, исп. mosca blanca, подробнее в таксошаблоне).

## Распространение
Распространены по всему свету, кроме Антарктиды. В странах бывшего СССР отмечены в Абхазии, Грузии (Аджария), Туркменистана, Узбекистане. В России обнаруживались в Крыму и на Черноморском побережье Краснодарского края.
В Северной Америке отмечены в Мексике и в США (Аризона, Джорджия, Калифорния, Мэриленд, Техас, Флорида). Также обнаружены в Южной Америке (Аргентина, Бразилия, Венесуэла, Колумбия), Африке (Ангола, Гамбия, Гана, Египет, Заир, Зимбабве, Камерун, Кения, Конго, Либерия, Мадагаскар, Мозамбик, Марокко, Нигерия, Руанда, Сенегал, Сьерра-Леоне, Сомали, Судан, Танзания, Тога, Тунис, Уганда, Центрально-Африканская Республика, Чад, Эфиопия), Азии (Афганистан, Бирма, Израиль, Индия, Индонезия, Иордания, Ирак, Иран, Китай, Кувейт, Малайзия, Оман, Пакистан, Сирия, Таиланд, Тайвань, Туркменистан, Узбекистан, Филиппины, Шри-Ланка, Япония). Встречаются на многих островах Тихого океана: Острова Кука, Фиджи; Палау, Папуа Новая Гвинея, Самоа, Французская Полинезия, Федеративные Штаты Микронезии, Вануату, Новая Каледония, Ниуэ и Кирибати. По данным Европейской организации по защите растений (англ. European and Mediterranean Plant Protection Organization, «EPPO») (2004) родиной табачной белокрылки предположительно является Индия (Fishpool
& Burban, 1994).

## Описание
Взрослое насекомое имеет жёлтый цвет тела, крылья белые, без пятен, усики и ножки светло-жёлтые. Личинки имеют 4 стадии (1-я подвижная, 2—4-е неподвижные с рудиментарными усиками и ногами), живут на нижней стороне листа; в конце развития превращаются в пупарий (беловато-жёлтые, овальные, длиной менее 1 мм), прикреплённый к растению.
Имаго живёт около 14 дней, самка откладывает от 50 до 300 яиц при температуре около 25°. Время развития от яйца до имаго составляет в среднем от 18,6 (на огурцах) до 29,8 дней (на льне, томатах и моркови). Соотношение полов в популяциях примерно 1:2 с преобладанием самок. Одной из причин того, что самки рождают только дочерей, могут быть симбиотические бактерии из группы Риккетсий.

## Вред и карантин
Хозяевами белокрылки являются более 600 видов растений. Опасны эти насекомые тем, что их личинки высасывают соки растений (нанося вред не менее чем 200 видам растений) и передают фитопатогенные вирусы. Предпочитает бахчевые, овощные, технические культуры, цветочные и лекарственные растения, кормовые травы, а также многие виды сорняков. Встречается на плодовых, ягодных, цитрусовых и лесных древесных насаждениях. Особенно опасны в оранжереях и теплицах. На борьбу с табачной белокрылкой в одном только штате Калифорния (США) в 1981 году было затрачено более 100 миллионов долларов. В Южной Америке и Индии от этого вредителя и переносимого ею вируса жёлтой мозаики гибнет до 80 % золотистой фасоли или маша — важнейшей в тех местах продовольственной культуры.
Табачная белокрылка является переносчиком для более чем 100 видов вирусов растений родов Begomovirus (Geminiviridae), Crinivirus (Closteroviridae), Carlavirus, Ipomovirus (Potyviridae) (Jones, 2003). Некоторые из них (Begomovirus) могут вызывать потерю урожая от 20 % до 100 % (Brown & Bird, 1992).
Является опасным карантинным объектом, поэтому ввоз растений, заселённых табачной белокрылкой, на территорию России запрещён, согласно Приказу от 26 декабря 2007 г. № 673 по Министерству сельского хозяйства РФ «Об утверждении перечня карантинных объектов».
Из-за устойчивости ко многим инсектицидам, рекомендуется их чередовать. Среди биологических объектов, являющихся врагами табачной белокрылки, есть паразиты родов Encarsia и Eretmocerus, хищники Macrolophus, златоглазки, некоторые божьи коровки (Delphastus spp. и Nephapsis spp.), хищные клопы (Geocoris spp. и Orius spp.). Также используются энтомопатогенные грибки Paecilomyces fumosoroseus и Beauveria bassiana.